# Argynnis minor
Argynnis minor är en fjärilsart som beskrevs av Derenne 1926. Argynnis minor ingår i släktet Argynnis och familjen praktfjärilar. Inga underarter finns listade i Catalogue of Life.